# Galenara riverai
Galenara riverai là một loài bướm đêm trong họ Geometridae.